# Luis Caicedo Medina
Luis Alberto Caicedo Medina (Guayaquil, 11 de maio de 1992), mais conhecido como Kunty, Luis Caicedo ou "Kunty Caicedo" é um futebolista equatoriano que joga como zagueiro e atualmente defende o Deportivo Pasto.

## Carreira

### Independiente del Valle
Em 2016, Luis Caicedo foi um dos destaques do elenco vice-campeão da Copa Libertadores da América pelo Independiente del Valle. Além disso, foi considerado o melhor zaqueiro do Campeonato Equatoriano de 2016. 

### Cruzeiro
Para temporada de 2017, assinou contrato de cinco anos com o Cruzeiro que adquiriu 50% dos seus direitos econômicos adquiridos por 1,6 milhão de dólares.
O zagueiro chega para substituir o zagueiro Bruno Rodrigo, que não teve o contrato renovado pela equipe celeste.

### Barcelona de Guayaquil
Depois da derrota no clássico por 3–1 para o Atlético-MG, o jogador perdeu espaço no time titular do Cruzeiro, sendo substituído por Murilo, e ficou fora dos planos de Mano Menezes.
Em 19 de julho de 2017, o diretor de futebol do Cruzeiro, Klauss Câmara, confirmou que o zagueiro seria emprestado ao Barcelona de Guayaquil pelo período de um ano.

### Seleção Equatoriana
Atualmente é titular na zaga da seleção equatoriana, desbancando o zagueiro Erazo.